# Jean Monnet
Jean Omer Marie Gabriel Monnet (9. listopadu 1888, Cognac, Francie – 16. března 1979 Houjarray, Bazoches-sur-Guyonne, Francie) byl francouzský politik, diplomat a ekonom. Byl tvůrce Monnetova plánu z roku 1947 na poválečnou obnovu Francie a získání kontroly nad německou produkcí uhlí a oceli, klíčovými válečnými surovinami. Byl zastáncem volného obchodu, atlantické aliance a federalizace Evropy. Je považován za jednoho ze zakladatelů Evropských společenství a tedy i Evropské unie. Byl prvním člověkem, jenž získal titul Čestného občana Evropské unie od Evropské rady.
Monnet se narodil v Cognacu, ve Francii, do rodiny obchodníků s koňakem. Jeho matka Marie Demelle byla silně věřící, jeho sestra Marie-Louise byla zakladatelkou francouzského odvětví Katolické akce, kterou Monnet finančně podpořil. Ta ho později představila papeži Pavlovi VI. Kvůli obchodování v rodinném podniku opustil vzdělání již ve svých 16 letech. Jako zástupce firmy působil v Londýně a severní Americe, kde si perfektně osvojil znalost angličtiny a anglosaských poměrů. Své znalosti zúročil za druhé světové války, kdy byl vyslancem britské vlády v USA pro vyjednávání o válečných dodávkách a poradce prezidenta Roosevelta. Prezidenta přesvědčil k masivnímu zbrojení v době, kdy USA (ještě) nebyly ve válce a díky tomu o něm později John Keynes prohlásil, že Monnet se pravděpodobně zasloužil o zkrácení války o jeden rok.
Byl hlavním inspirátorem Schumanova plánu z 9. května 1950 a v letech 1952–1955 předsedou Evropského společenství uhlí a oceli (ESUO).